# アライバル2
『アライバル2』（原題：Arrival II、別題：The Second Arrival）は、1998年のアメリカのSF映画。
ケヴィン・S・テニーが監督を務めた、この映画は1996年の映画『アライバル/侵略者』の続編だが、オリジナルビデオ作品として製作された。
デヴィッド・トゥーヒーが生み出したキャラクターをベースに、Mark David Perryが脚本を執筆した。本作には、パトリック・マルドゥーンやマイケル・サラザン、ジェーン・シベット、Catherine Blythe、Michael Scherer、Larry Dayが出演している。

## キャスト
- ジャック・アディソン - パトリック・マルドゥーン（英語版）

ゼイン・ザミンスキーの異母弟で、兄が殺された後、彼の闘いを引き継ぐ。
- ネルソン・ザルコフ教授 - マイケル・サラザン

ジャックとゼインの協力者
- Bridget Riordan - ジェーン・シベット（英語版）

新聞社に勤める野心的な記者
- Sandra Wolfe - Catherine Blythe

ジャックが一夜を共にした女性。
- Wotan - Michael Scherer

バークに雇われたエージェントで、地球外生命体の侵略計画を暴露した人物を追跡する。
- バーク - Larry Day
- デイヴ・サイラス - Steve Adams
- Trevor Anguilar - Emidio Michetti
- トム・ビリングス - Stéphane Blanchette
- 新聞編集者 - David Nerman